# Lesienice (Lwów)

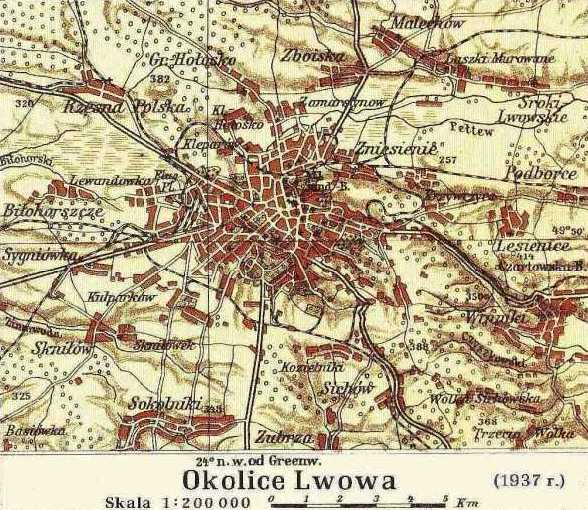
Okolice Lwowa, mapa, 1937

Lesienice (ukr. Лиси́ничі) – dzielnica Lwowa, w rejonie łyczakowskim, położona na wschód od Krzywczyc. Pełni funkcje przemysłowo-mieszkaniowe.
Do 1945 wieś w województwie lwowskim, w powiecie lwowskim, w gminie Krzywczyce. W okresie administracji polskiej (II RP) w Lesienicach znajdowała się "Lesienicka Fabryka drożdży prasowych i spirytusu S.A.", będąca najnowocześniejszą fabryką drożdży w Polsce o renomie międzynarodowej.
Jest to zachodnia część wsi Lesienice, znajdująca się w granicach Lwowa w latach 1941–44 i 1962. Dawniej do Lesienic należał przysiółek Jałowiec, który pod koniec XIX wieku włączono do Lwowa, przez co stanowił on swoistą eksklawę miasta.